# Rhypodillus
Rhypodillus är ett släkte av skalbaggar. Rhypodillus ingår i familjen vivlar.
Kladogram enligt Catalogue of Life:
| Rhypodillus | \| \| Rhypodillus brevicollis \| \| \| \| \| \| Rhypodillus dillatatus \| \| \| \| |
|             | \| \| Rhypodillus brevicollis \| \| \| \| \| \| Rhypodillus dillatatus \| \| \| \| |
|             | Rhypodillus brevicollis                                                            |
|             |                                                                                    |
|             | Rhypodillus dillatatus                                                             |
|             |                                                                                    |